# Conservação de metadados
Conservação de metadados refere-se às políticas de dados para atentar aos requisitos legais de arquivo de metadados.
As diferentes políticas sobre a conservação de metadados focam-se nas preocupações legais quanto às garantias de privacidade digital, regulando quem tem acesso aos metadados, o tempo de conservação e as regras de armazenamento.

## União Europeia
A 15 de Março de 2006 a União Europeia adoptou a Directiva de Retenção de Metadados.
Esta directiva tinha uma prazo de transposição para a legislação dos Estados-membros da União Europeia de 18 meses, com 18 meses adicionais para a transposição de algumas das partes.
Em Abril de 2011 a Comissão Europeia publicou um relatório a avaliar a directiva, que levanta preocupações graves sobre os custos de conformidade e sobre a infracção ao direito fundamental à privacidade e à protecção de dados pessoais de acordo com a legislação Europeia. Em resposta ao relatório, a Autoridade Europeia para a Proteção de Dados expressou algumas preocupações sobre a directiva, sublinhando que ela não cumpria os requisitos impostos pelos direitos fundamentais à privacidade e à protecção de dados.
As críticas levaram a que a directiva fosse levada ao Tribunal Irlandês, que depois o levou ao Tribunal de Justiça da União Europeia. O Tribunal Constitucional Austríaco juntou-se ao caso, que culminou com o tribunal a declarar a 8 de Abril de 2014 a Directiva 2006–24/EC inválida por violar direitos fundamentais.